# Кодиров, Ташмирзо Уракович
Ташмирзо Уракович Кодиров (узб. Toshmirzo O‘roqovich Qodirov) — государственный деятель Республики Узбекистан, хоким Сурхандарьинской области (21 февраля 2002 — 1 июня 2004 года).

## Биография
До 2000 года работал в республиканском аппарате СНБ Узбекистана. В 2000 хоким Сарыосийского района Сурхандарьинской области.С 21 февраля 2002 хоким Сурхандарьинской области.